# 春日鄉
22°22′16″N 120°37′45″E / 22.370984°N 120.629085°E
春日鄉位於臺灣屏東縣東部中段偏南，北鄰來義鄉，東鄰臺東縣達仁鄉，南鄰獅子鄉，西南端為枋山鄉，西鄰枋寮鄉。
春日鄉地處中央山脈南段西側，境內95%的土地均屬山地，地勢崎嶇起伏甚大，氣候上則屬熱帶季風氣候，居民以臺灣原住民族排灣族為主。

## 歷史
春日鄉為排灣族的活動範圍，他們原先散居於大武山一帶各成部落，以狩獵為生，後因人口增加而逐漸南遷至大漢山附近，且耕獵並濟。1920年台灣地方改制，將此地劃為高雄州潮州郡的蕃地，共分有十餘個部落。1941年，日本將原率芒社及其附屬部落遷移至 kasuga，也就是今日春日村西側上方，並以日語音近之「春日」（ Kasuga ）為社名。
戰後初期取春日村為鄉名，劃歸高雄縣管轄，1950年改隸屏東縣至今。1972年因颱風在春日、古華、七佳、力里四村造成嚴重災害，經政府規劃後遷村至現址。
鄉內共有6村，當地族人以南北三村分別，北三村為力里，七佳，歸崇。南三村為春日，古華，士文。北三村中，由於舊七佳村因為泰莉颱風的影響而遷村至現在的新七佳村，而緊連著隔壁的就是歸崇部落。
林邊溪上游之力力溪流域是現今排灣族族人最密集處，春日鄉北三村(七佳、歸崇、力里)與來義鄉最大村南和部落，只隔一條溪相望，此地區將近有4000名排灣族人聚集。春日鄉以春日村人口最多，七佳村次居，皆是超過1000人的排灣族部落。而新七佳部落是個來自各社的人口所聚集、融合的部落，當中原屬於巴武馬群高見社群（今來義鄉南和部落）的白鷺社、以及來自力里社的部分遷移人口而形成一個有三種部落脈絡的部落遷移史。

### 南蕃事件
日治時期，力里社為當時排灣族部落人口超過百戶、千人以上的大社之一，在1914年發生了南排灣族抵抗日本的南番騷亂事件（力里抗日事件），日軍平定後，強制遷出數個排灣族大社（瑪家、來義、古樓、力里社群）人口以分化部落，防範排灣族大社以優勢人口再次動亂。而從力里社分出來的小社中，臺灣總督府將之集合成為歸化門社（增強浸水營古道的防範、管理），也就是現今遷徙下來的歸崇部落。

## 地理

### 位置
春日鄉北邊以力里溪來義鄉相鄰，東接臺東縣達仁鄉，西鄰枋寮鄉、枋山鄉，南邊則是隔著率芒溪支流草山溪與獅子鄉相鄰。

### 水文
春日鄉地勢大至由東向西降低，主要河川為力里溪，率芒溪及其支流草山溪與西都驕溪等。

### 氣候
春日鄉屬熱帶季風氣候，7月均溫攝氏26.9度，最冷為一月，均溫攝氏18.6度。5至10月文雨季，11月至翌年4月為乾季，乾溼季分明。

### 人口
根據屏東縣枋寮戶政事務所統計，2024年底春日鄉戶數約1.5千戶，人口約4.9千人，鄉內人口最多與最少的村分別是春日村與士文村，2024年底兩村人口分別為1,198人與374人。

## 政治

### 歷屆鄉長、議員
| 任次 | 任期           | 鄉長   | 黨籍       | 備註 | 屆次 | 任期           | 議員     | 黨籍       | 備註 |
| ---- | -------------- | ------ | ---------- | ---- | ---- | -------------- | -------- | ---------- | ---- |
| 1    | 民國39~43年    | 陳義行 |            |      | 1    | 民國40~42年    | 曾阿萬   |            |      |
| 2    | 民國43~47年    | 陳義行 |            | 辭職 | 2    | 民國42~44年    | 鄞秋天   |            |      |
|      |                | 張新得 |            | 補選 |      |                |          |            |      |
| 3    | 民國47~51年    | 張新得 |            |      | 3    | 民國44~47年    | 鄞秋天   |            |      |
| 4    | 民國51~55年    | 林茂生 |            |      | 4    | 民國47~50年    | 陳義行   |            |      |
| 5    | 民國55~59年    | 段景盛 |            |      | 5    | 民國50~53年    | 陳義行   |            |      |
| 6    | 民國59~63年    | 段景輝 |            |      | 6    | 民國53~57年    | 陳義行   |            | 病逝 |
|      |                |        |            |      |      |                | 林茂生   |            | 補選 |
| 7    | 民國63~67年    | 李新輝 |            |      | 7    | 民國57~62年    | 鄞何水金 |            |      |
| 8    | 民國67~71年    | 余金成 |            |      | 8    | 民國62~66年    | 鄞何水金 |            |      |
| 9    | 民國71~75年    | 余金成 |            | 辭職 | 9    | 民國66~71年    | 鄞何水金 |            |      |
|      |                | 黃金福 |            | 補選 |      |                |          |            |      |
| 10   | 民國75~79年    | 黃金福 |            |      | 10   | 民國71~75年    | 翁玉華   |            |      |
| 11   | 民國79~83年    | 李清標 |            |      | 11   | 民國75~79年    | 翁玉華   |            | 解職 |
|      |                |        |            |      |      |                | 柯炳炎   |            | 補選 |
| 12   | 民國83~87年    | 李清標 |            |      | 12   | 民國79~83年    | 柯炳炎   |            |      |
| 13   | 民國87~91年    | 林輝雄 | 中國國民黨 |      | 13   | 民國83~87年    | 梅文龍   |            | 解職 |
|      |                |        |            |      |      |                | 吳天福   |            | 補選 |
| 14   | 民國91~95年    | 林輝雄 | 中國國民黨 |      | 14   | 民國87~91年    | 吳天福   | 中國國民黨 |      |
| 15   | 民國95~99年    | 陳昭忠 | 中國國民黨 |      | 15   | 民國91~95年    | 吳天福   | 中國國民黨 |      |
| 16   | 民國99~103年   | 陳昭忠 | 中國國民黨 |      | 16   | 民國95~99年    | 林輝雄   | 中國國民黨 |      |
| 17   | 民國103~107年  | 柯自強 | 無黨籍     |      | 17   | 民國99~103年   | 林輝雄   | 中國國民黨 |      |
| 18   | 民國103~111年  | 柯自強 | 無黨籍     |      | 18   | 民國103~107年  | 陳昭忠   | 中國國民黨 | 解職 |
|      |                |        |            |      |      |                | 林輝雄   | 無黨籍     | 遞補 |
| 19   | 民國111年~現在 | 沈秋花 | 中國國民黨 | 現任 | 19   | 民國103~111年  | 周陳文彬 | 無黨籍     | 解職 |
|      |                |        |            |      |      |                | 戴文柱   | 中國國民黨 | 遞補 |
|      |                |        |            |      | 20   | 民國111年~現在 | 周陳曉玟 | 無黨籍     |      |

### 鄉政組織
春日鄉公所是春日鄉最高層級的地方行政機關，在中華民國政府架構中為鄉自治的行政機關，同時負責執行縣政府及中央機關委辦事項。春日鄉的自治監督機關為屏東縣政府。鄉長由全體鄉民直接選舉產生，任期為四年，可連選連任一次。春日鄉公所並置鄉政會議，為鄉政最高決策機構，在鄉長之下，設有4課3室等7個內部單位及3個附屬機關。
春日鄉民代表會是春日鄉的最高民意機關，代表春日鄉全體鄉民立法和監察鄉政。鄉民代表由公民直選選出，任期為四年，可連選連任。春日鄉民代表會共有7位鄉民代表，分別為第一選區3席鄉民代表、第二選區4席鄉民代表，主席、副主席由7位鄉民代表互選產生。
春日鄉為屏東縣議會第十三選區，在屏東縣議會53席縣議員中，春日鄉共選出1席縣議員。

### 行政區劃
以下列出的「村」屬於行政區劃，因此村內可能有數個部落。括號內皆為排灣語或日語名稱。
- 七佳村：
  - 七佳部落（tjuvecekadan，七卡當）：1961年遷至舊七佳，1972年移動至現址。
- 力里村：
  - 力里部落（ljaleklek，鋼脆）：1959年遷至現址。
- 歸崇村：
  - 歸崇部落（kinaiman，歸化門）：1964年遷至現址。
- 春日村：鄉行政中心。
  - 春日部落（lasuga）
- 士文村：
  - 士文部落（kasevengan，率芒）
- 古華村：
  - 古華部落（kuavar，割肉）：1942年～1943年遷至舊古華，1972年移動至現址。

| 春日鄉行政區劃 |
| 七佳村 力里村 歸崇村 士文村 古華村 春 日 村 歸崇村左上角為七佳村遷村後位置。 春日村左下角為古華村遷村後位置。 春日村中之小塊土地為枋寮鄉之飛地。 |

## 公共服務

### 警政治安
- 屏東縣政府警察局枋寮分局
  - 春日分駐所
  - 歸崇派出所

### 消防
- 屏東縣政府消防局第三大隊
  - 春日分隊

## 教育

### 國民中學
- 屏東縣立春日國民中學（1986年廢校）

### 國民小學
- 屏東縣春日鄉力里國民小學七佳分班（1972年廢校）
- 屏東縣春日鄉力里國民小學
- 屏東縣春日鄉力里國民學校歸崇分校（1964年廢校）
- 屏東縣春日鄉春日國民小學
- 屏東縣春日鄉春日國民小學士文分校
- 屏東縣春日鄉古華國民小學

## 交通

### 公路
縣道
- 縣道198號：又稱“大漢山林道”，亦為清代浸水營古道。僅通至大樹林，已於2014年5月1日交通部公告全線正式解編。

鄉道
- 屏115線
- 屏132線
- 屏142線
- 屏144線
- 屏146線

## 旅遊
| - 老七佳吊橋 - 浸水營古道 - 農業部林業及自然保育署 - 浸水營野生動物重要棲息環境 - 士文自然休閒農場 - 力里圳 - 第50師團戰鬥司令部 - 七佳舊部落 | - 七佳部落五年祭 - 力里部落五年祭 - 歸崇部落五年祭 - 北湖呂山 - 石可見山 - 士文溪（忘幽谷） - 舊歸崇瀑布 |

## 特產
- 芒果
- 芋頭
- 咖啡

## 外部連結
- 春日鄉公所 （页面存档备份，存于）
- 南番騷亂事件